# Cellsignalering
Cellsignalering är de processer då celler känner av sin omgivning samt signalerar till andra celler. Cellsignalering bygger på att celler uttrycker receptorer av olika slag, som överför en extracellulär signal till ett intracellulärt svar. Receptorn ändrar den intracellulära miljön när den aktiveras genom en process som kallas signaltransduktion, som är en kaskad av händelser som påverkar cellens funktion.
Liganderna som används i cellsignalering är ofta peptider eller andra stora, hydrofila molekyler. Dessa kan inte ta sig över cellmembranets hydrofoba miljö, och därför behövs receptorer för att överföra signalen från den extracellulära miljön till den cellens insida, där förändringarna äger rum. Vissa ligander är dock såpass små, eller tillräckligt fettlösliga för att kunna diffundera över cellmembranet av sig själva. Dessa ligander binder till så kallade intracellulära receptorer. Exempel på sådana ligander är NO, samt olika steroider såsom kortisol eller testosteron.
Dessa förändringar delas ofta in i två grupper:
- Snabba förändringar, som ofta beror på förändrade nivåer av kalciumjoner, eller fosforylering av metabola enzymer. Dessa förändringar kallas metabola förändringar. En annan förändring av cellens funktion är inducering av funktioner som har med cellmotilitet att göra, receptorsignalering kan alltså få cellen att börja röra på sig i signalämnets riktning.
- Långsamma förändringar, som har med förändring i cellens genuttryck att göra. Detta innebär att transkriptionen av olika gener kan öka eller minska, vilket i regel tar längre tid än de snabba, metabola förändringarna. Celldifferentiering, det vill säga processen då celler specialiseras till en speciell celltyp, beror på receptorstimulering som ger långsiktiga förändringar i cellens genuttryck. Ligand som påverkar transkriptionen av gener och celldifferentiering kallas ofta tillväxtfaktorer.

Cellsignalering i form av kommunikation mellan olika celler kan ske på många olika sätt, men oftast sker det genom att avsändarcellen skickar ut ligander av olika former, som sedan binder till receptorer på målcellernas yta eller i deras cellkärna. Det finns flera olika sorters signalering:
- Autokrin signalering, där cellen utsöndrar ligander som stimulerar receptorer som uttrycks på cellens egna yta.[1]
- Parakrin signalering, där cellen utsöndrar ligander som stimulerar receptorer på närliggande cellers yta.
- Endokrin signalering, där cellen utsöndrar ligander som förs med blodet till celler belägna runtom i kroppen.
- Neurokrin signalering, en specialform av parakrin signalering, som sker då nervceller utsöndrar ligander över en synaps.
- Juxtakrin signalering, en specialform av parakrin signalering. Avsändarcellen uttrycker proteiner på cellytan, som fungerar som ligand. Endast när avsändarcellen får fysisk kontakt med en målcell som uttrycker receptorn för liganden kommer receptorn att stimuleras.